# Dardez
Dardez és un municipi francès situat al departament de l'Eure i a la regió de Normandia. L'any 2007 tenia 168 habitants.

## Demografia

### Població
El 2007 la població de fet de Dardez era de 168 persones. Hi havia 60 famílies, de les quals 8 eren unipersonals (8 dones vivint soles i 8 dones vivint soles), 16 parelles sense fills i 36 parelles amb fills.
La població ha evolucionat segons el següent gràfic:
Habitants censats

### Habitatges
El 2007 hi havia 63 habitatges, 58 eren l'habitatge principal de la família, 3 eren segones residències i 2 estaven desocupats. Tots els 63 habitatges eren cases. Dels 58 habitatges principals, 50 estaven ocupats pels seus propietaris, 7 estaven llogats i ocupats pels llogaters i 1 estava cedit a títol gratuït; 2 tenien dues cambres, 5 en tenien tres, 16 en tenien quatre i 36 en tenien cinc o més. 50 habitatges disposaven pel capbaix d'una plaça de pàrquing. A 8 habitatges hi havia un automòbil i a 46 n'hi havia dos o més.

### Piràmide de població
La piràmide de població per edats i sexe el 2009 era:
| Homes | Edats   | Dones |
| ----- | ------- | ----- |
| 0     | 95 o +  | 0     |
| 0     | 90 a 94 | 0     |
| 0     | 85 a 89 | 0     |
| 0     | 80 a 84 | 0     |
| 4     | 75 a 79 | 0     |
| 0     | 70 a 74 | 4     |
| 8     | 65 a 69 | 0     |
| 0     | 60 a 64 | 0     |
| 0     | 55 a 59 | 4     |
| 12    | 50 a 54 | 0     |
| 0     | 45 a 49 | 16    |
| 12    | 40 a 44 | 0     |
| 4     | 35 a 39 | 4     |
| 12    | 30 a 34 | 16    |
| 4     | 25 a 29 | 4     |
| 0     | 20 a 24 | 8     |
| 0     | 15 a 19 | 8     |
| 0     | 10 a 14 | 0     |
| 8     | 5 a 9   | 0     |
| 24    | 0 a 4   | 4     |

## Economia
El 2007 la població en edat de treballar era de 114 persones, 92 eren actives i 22 eren inactives. De les 92 persones actives 91 estaven ocupades (48 homes i 43 dones) i 1 aturada (1 home). De les 22 persones inactives 7 estaven jubilades, 8 estaven estudiant i 7 estaven classificades com a «altres inactius».

### Ingressos
El 2009 a Dardez hi havia 59 unitats fiscals que integraven 178 persones, la mediana anual d'ingressos fiscals per persona era de 21.384 €.

### Activitats econòmiques
Dels 4 establiments que hi havia el 2007, 1 era d'una empresa de construcció, 1 d'una empresa de comerç i reparació d'automòbils, 1 d'una empresa immobiliària i 1 d'una empresa de serveis.
L'únic servei als particulars que hi havia el 2009 era un electricista.
L'únic establiment comercial que hi havia el 2009 era una floristeria.
L'any 2000 a Dardez hi havia 4 explotacions agrícoles.

## Poblacions més properes
El següent diagrama mostra les poblacions més properes.